# 135 Герта
135 Герта (135 Hertha) — астероїд головного поясу, відкритий 18 лютого 1874 року.